# Region Obersteiermark Ost (Diözese Graz-Seckau)
Die Region Obersteiermark Ost ist eine von acht Regionen der Diözese Graz-Seckau. 2021 wurden die bisherigen Dekanate aufgelöst und die Pfarren den neu entstandenen Seelsorgeräumen und Regionen zugeteilt.

## Seelsorgeraum Bruck an der Mur
| Pfarre                      | Seit                                  | Patrozinium                                                                                | Kirchengebäude | Bild                      |
| --------------------------- | ------------------------------------- | ------------------------------------------------------------------------------------------ | --- | ------------------------- |
| Breitenau am Hochlantsch    | 1760 (err., Pfarrk. gen. 1396)        | Hl. Erhard, 8. Jänner (Anb. 8. Jänner, Kirchw. Samstag vor dem dritten Sonntag im Oktober) | Pfarrkirche Sankt Erhard in der Breitenau Filialkirche Sankt Jakob in der Breitenau, Wallfahrtskapelle Schüsserlbrunn | Pfarrkirche St. Erhard    |
| Bruck an der Mur            | 1224 (gen., St.Ruprecht gen. 1063)    | Mariä Geburt, 8. September (Anb. 8. September, Kirchw. Zweiter Sonntag im September)       | Stadtpfarrkirche Bruck an der Mur Kirche St. Ruprecht im Friedhof, Kirche Maria im Walde (Minoritenkirche), Kirche St. Nikolaus in Pischk, Kirche Blutschwitzender Heiland am Kalvarienberg, Kirche St. Georg am Pöglhof (Priv.), Landeskrankenhauskapelle (Messkapelle), Messkapelle im Piusinstitut | Pfarrkirche Bruck         |
| Pernegg an der Mur          | 1125 (gen.)                           | Hl. Maximilian, 12. Oktober (Anbetungstag, Kirchw. 12. Oktober)                            | Pfarrkirche Pernegg an der Mur Kirche hl. Maria in Pernegg | Pfarrkirche Pernegg       |
| St. Dionysen-Oberaich       | 1165 (gen., Pfarrk. gen. 1144)        | Hl. Dionysius, 9. Oktober (Kirchw. 16. Oktober)                                            | Pfarrkirche St. Dionysen-Oberaich Filialkirche Utschtal-Oberaich hl. Ulrich | Pfarrkirche st. Dionysen  |
| St. Katharein an der Laming | zw. 1336/76 (err., Pfarrk. gen. 1255) | Hl. Katharina, 25. November (Anb. 30. März)                                                | Pfarrkirche St. Katharein an der Laming Kirche hl. Alexius, Messkapelle Oberdorf | Pfarrkirche St. Katharein |
| Tragöß                      | 1210 (gen.)                           | Hl. Maria Magdalena, 22. Juli Patronat: Forstgut Tragöß                                    | Pfarrkirche Tragöß-Oberort Kirche St. Nikolaus in Pichl | Pfarrkirche Tragöß        |

## Seelsorgeraum Hochschwab–Süd
| Pfarre                                | Seit                                                | Patrozinium                                                                                      | Kirchengebäude | Bild                                  |
| ------------------------------------- | --------------------------------------------------- | ------------------------------------------------------------------------------------------------ | --- | ------------------------------------- |
| Aflenz Kurort                         | 1066 (gen.)                                         | Hl. Petrus, 29. Juni (Anb. 17. September, Kirchw. Samstag vor dem dritten Sonntag im Oktober)    | Pfarrkirche Aflenz Messkapelle St. Michael im Karner | Pfarrkirche Aflenz                    |
| Frauenberg in Sankt Marein im Mürztal | 1801 (err., Kap. 1354, Pfarrk erb. 1496)            | Schmerzen Mariens, 15. September (Anb. 8. September, Kirchw. Zweiter Sonntag im Oktober)         | Wallfahrtskirche Maria Rehkogel | Wallfahrtskirche Maria Rehkogel       |
| Kapfenberg-Hl. Familie                | 1951 (err., Expositur 1946)                         | Hl. Familie, Sonntag nach Weihnachten (Anb. 19. April, Kirchw. 1. April)                         | Pfarrkirche Kapfenberg-Hl. Familie Messkapelle hll. Engel in Hafendorf, Messkapelle Mutter Gottes im Pensionistenheim                                                      | Pfarrkirche Kapfenberg                |
| Kapfenberg-Schirmitzbühel             | 1963 (err., Pfarrk. erb. 1956/57)                   | Maria Königin, 22. August (Kirchw. Samstag vor dem dritten Sonntag im Oktober)                   | Pfarrkirche Kapfenberg-Schirmitzbühel | Pfarrkirche Kapfenberg-Schirmitzbühel |
| Kapfenberg-St. Oswald                 | 1374 (gen., St.Martin gen. 1096, Pfarrk. gen. 1330) | Hl. Oswald, 5. August (Anb. 12. Oktober, Kirchw. Samstag vor dem dritten Sonntag im Oktober)     | Pfarrkirche Kapfenberg-St. Oswald Kirche St. Martin am Friedhof, Kapelle Maria-Loreto in Oberkapfenberg                                                                    | Pfarrkirche Kapfenberg-St. Oswald     |
| St. Lorenzen im Mürztal               | 1162 (Pfarrk. gen. 925)                             | Hl. Laurentius, 10. August (Anb. 10. August, Kirchw. Samstag vor dem dritten Sonntag im Oktober) | Pfarrkirche St. Lorenzen im Mürztal Messkapelle Franz Xaver im Schloss Nechelheim, Messkapelle Schmerzhafte Mutter in Himmelreich, Messkapelle Mariä Himmelfahrt in Lesing | Pfarrkirche St. Lorenzen              |
| Sankt Marein im Mürztal               | 1251 (gen., Pfarrk. gen. 1103)                      | Hl. Anna, 26. Juli (Anb. 7. Oktober, Kirchw. 16. Oktober)                                        | Pfarrkirche St. Marein im Mürztal Messkapelle hl. Sebastian im alten Friedhof, Messkapelle hl. Kreuz in Graschnitz                                                         | Pfarrkirche St. Marein                |
| Thörl                                 | 1964 (err., Hl.Ägidius gen. 1490)                   | Hlgst. Dreifaltigkeit, Dreifaltigkeitssonntag                                                    | Pfarrkirche Thörl Schlosskapelle hl. Barbara in Thörl, Kirche hl. Ägidius in St. Ilgen, Kirche hl. Anna in Etmißl                                                          | Pfarrkirche Thörl                     |
| Turnau                                | 1786 (Hl.Leonhard gen. 1366, Pfarre 1754–1996)      | Hl. Jakobus (d. Ä.), 25. Juli (Anb. 19. Juni, Kirchw. Sonntag vor oder nach dem 25. Juli)        | Pfarrkirche Turnau Kirche hl. Leonhard in Seewiesen | Pfarrkirche Turnau                    |

## Seelsorgeraum Kindberg
| Pfarre                   | Patrozinium            | Kirchengebäude | Bild                      |
| ------------------------ | ---------------------- | --- | ------------------------- |
| Allerheiligen im Mürztal | Allerheiligen          | Pfarrkirche Allerheiligen im Mürztal Filialkirche hl. Johannes der Täufer Mürzhofen, Messkapelle Maria Königin des Friedens im Jasnitztal                  | Pfarrkirche Allerheiligen |
| Kindberg                 | Hll. Petrus und Paulus | Pfarrkirche Kindberg Kirche Kreuzerhöhung am Kalvarienberg, Messkapelle Guter Hirte im Landesaltenpflegeheim, Messkapelle hl. Anna im Schloss Oberkindberg | Pfarrkirche Kindberg      |
| Stanz im Mürztal         | Hl. Katharina          | Pfarrkirche Stanz im Mürztal Kirche hl. Ulrich in Stanz-Unterdorf                                                                                          | Pfarrkirche Stanz         |
| Veitsch                  | Hl. Vitus              | Pfarrkirche Veitsch | Pfarrkirche Veitsch       |
| Wartberg im Mürztal      | Hl. Erhard             | Pfarrkirche Wartberg im Mürztal Filialkirche hl. Barbara in Mitterdorf                                                                                     | Pfarrkirche Wartberg      |

## Seelsorgeraum Mariazell
| Pfarre | Inkorporation             | Seit                                                          | Patrozinium                                                                                    | Kirchengebäude | Bild                                |
| --- | ------------------------- | ------------------------------------------------------------- | ---------------------------------------------------------------------------------------------- | --- | ----------------------------------- |
| Gußwerk |                           | 1958 (err., M.Heims. erb. 1710; Hl.Joh.d.T. Pfarre 1774–2000) | Hl. Kreuz, 14. September (Anb. 14. September, Kirchw. Sonntag vor oder nach dem 14. September) | Pfarrkirche Gußwerk Kirche hl. Johannes der Täufer in Weichselboden, Kirche Mariä Heimsuchung in Wegscheid, Kirche St. Barbara in Gollrad, Kirche St. Josef in Greith, Messkapelle Johann Baptist im Brandhof, Messkapelle hl. Eustachius in Gschöder | Pfarrkirche Gußwerk                 |
| Mariazell | Abtei St. Lambrecht (OSB) | 1266 (gen., Pfarrk. gen. als Kapelle um 1157)                 | Mariä Geburt, 8. September                                                                     | Basilika von Mariazell Kirche St. Michael, Filialkirche Sigmundsberg, Kirche St. Sebastian, Kirche Heiligenbrunn, Kirche Bruder Klaus von der Flüe, Messkapelle St. Lambert im Superiorat, Messkapelle im Marienheim, Messkapelle im Salvatorheim, Messkapelle im Franziskusheim, Messkapelle bei den Kleinen Schwestern, Messkapelle im Landeskrankenhaus, Messkapelle zum Unbefleckten Herzen Mariens im Karmel | Basilika von Mariazell              |
| Folgende Pfarren sind Teil des Seelsorgeraumes Mariazell und werden von Mariazell aus betreut, obwohl sie eigentlich zum Dekanat Lilienfeld in der Diözese St. Pölten gehören: |                           |                                                               |                                                                                                | |                                     |
| Josefsberg | Abtei Lilienfeld (OCist)  | 1757                                                          | Hl. Josef, 19. März                                                                            | Pfarrkirche Josefsberg | Pfarrkirche Josefsberg              |
| Mitterbach am Erlaufsee | Abtei Lilienfeld (OCist)  | 1944                                                          | Hl. Klemens Maria Hofbauer, 15. März                                                           | Pfarrkirche Mitterbach am Erlaufsee | Pfarrkirche Mitterbach am Erlaufsee |

## Seelsorgeraum Oberes Mürztal
| Pfarre               | Patrozinium               | Kirchengebäude | Bild                     |
| -------------------- | ------------------------- | --- | ------------------------ |
| Hönigsberg           | Gekreuzigter Heiland      | Pfarrkirche Hönigsberg | Pfarrkirche Hönigsberg   |
| Kapellen an der Mürz | Hl. Margareta             | Pfarrkirche Kapellen an der Mürz Messkapelle Mariä Gang übers Gebirge auf der Raxalpe                                                                                               | Pfarrkirche Kapellen     |
| Krieglach            | Hl. Jakobus der Ältere    | Pfarrkirche Krieglach Messkapelle Schmerzhafte Mutter am Gölkberg, Messkapelle hl. Florian in Freßnitz, Messkapelle Schmerzhafte Mutter in Alpl (Interkonfessionelle Heldenkapelle) | Pfarrkirche Krieglach    |
| Langenwang           | Hl. Andreas               | Pfarrkirche Langenwang Messkapelle Maria Heimsuchung in Hohenwang (Hochschlosskapelle), Messkapelle Kleine hl. Theresia vom Kinde Jesu am Hasenfeld                                 | Pfarrkirche Langenwang   |
| Mürzsteg             | Schmerzhafte Muttergottes | Pfarrkirche Mürzsteg Filialkirche hl. Klemens in Frein | Pfarrkirche Mürzsteg     |
| Mürzzuschlag         | Hl. Kunigunde             | Pfarrkirche Mürzzuschlag Johannes-Nepomuk-Kapelle Mürzzuschlag | Pfarrkirche Mürzzuschlag |
| Neuberg an der Mürz  | Mariä Himmelfahrt         | Pfarrkirche Neuberg an der Mürz ehemalige Stiftskirche vom Stift Neuberg Filialkirche Mariä Himmelfahrt am Grünen Anger, Waldkapelle in Krampen                                     | Stiftskirche Neuberg     |
| Spital am Semmering  | Mariä Himmelfahrt         | Pfarrkirche Spital am Semmering | Pfarrkirche Spital       |

## Seelsorgeraum Stadtkirche Leoben
| Pfarre             | Patrozinium                                                                                               | Kirchengebäude | Bild                           |
| ------------------ | --- | --- | ------------------------------ |
| Leoben-Donawitz    | Hl. Josef, 19. März                                                                                       | Pfarrkirche Leoben-Donawitz | Pfarrkirche Leoben-Donawitz    |
| Leoben-Göß         | Hl. Andreas, 30. November (Anbetungstag 2. Februar, Kirchweihtag: Letzter Sonntag im Juni)                | Pfarrkirche Leoben-Göss Filialkirche St. Erhard in Göß, Messkapelle Mariä Geburt in Kaltenbrunn, Kalvarienbergkapelle „Zum Heiland im Grabe“ | Pfarrkirche Leoben-Göss        |
| Leoben-Hinterberg  | Hl. Schutzengel, 2. Oktober (Kirchweihtag 10. September)                                                  | Pfarrkirche Leoben-Hinterberg | Pfarrkirche Leoben-Hinterberg  |
| Leoben-Lerchenfeld | Zum Hl. Geist, Pfingsten (Kirchweihtag 13. Oktober)                                                       | Pfarrkirche Leoben-Lerchenfeld Kapelle bei den Linden (Waltenbach), Kohlmaier-Kapelle | Pfarrkirche Leoben-Lerchenfeld |
| Leoben-St. Xaver   | Hl. Franz Xaver, 3. Dezember (Anbetungstag 2. Oktober, Kirchweihtag: 27. September)                       | St. Xaver zu Leoben Rektoratskirche St. Jakob zu Leoben, Filiale Redemptoristenkirche (Hl. Alfons von Liguori), Kapelle im Landesgericht, Barbarakapelle in der Katholischen Hochschulgemeinde (Montanuniversität) / Hochschuljugend Leoben (KHJ) | Kirche Sankt Xaver, Leoben     |
| Leoben-Waasen      | Mariä Himmelfahrt, 15. August (Anbetungstag Erster Adventsonntag, Kirchweihtag Erster Sonntag im Oktober) | Pfarrkirche Leoben-Waasen Messkapelle Herz Jesu im Krankenhaus | Pfarrkirche Leoben-Waasen      |
| Niklasdorf         | Hl. Nikolaus, 6. Dezember (Anbetungstag 27. März, Kirchweihtag 21. November)                              | Neue Pfarrkirche Niklasdorf Alte Pfarrkirche Niklasdorf | Pfarrkirche Niklasdorf         |
| Proleb             | Hl. Martin, 11. November                                                                                  | Pfarrkirche Proleb St. Veit-Gedenkkapelle am Veitsberg (Messkapelle), Köllacher Kapelle | Pfarrkirche Proleb             |

## Seelsorgeraum St. Michael
| Pfarre                          | Inkorporation      | Patrozinium | Kirchengebäude | Bild                           |
| ------------------------------- | ------------------ | --- | --- | ------------------------------ |
| Kalwang                         | Abtei Admont (OSB) | Hl. Oswald, 5. August (Kirchweihtag 4. Mai)                                                                     | Pfarrkirche Kalwang Filialkirche Hl. Sebastian, Barbarakapelle im Pfarrhof | Filialkirche Klawang           |
| Kammern                         | Abtei Admont (OSB) | Hl. Johannes der Täufer, 24. Juni                                                                               | Pfarrkirche Kammern Filialkirche St. Ulrich in Seiz | Pfarrkirche Kammern            |
| Kraubath                        | Abtei Admont (OSB) | Hl. Georg, 23. April (Anbetungstag 19. März)                                                                    | Pfarrkirche Kraubath | Pfarrkirche St. Michael        |
| Mautern                         | Abtei Admont (OSB) | Hl. Nikolaus, 6. Dezember (Anbetungstag 14. September, Kirchweihtag Samstag vor dem dritten Sonntag im Oktober) | Pfarrkirche Mautern Filialkirche Hl. Barbara (ehemalige Redemptoristenkirche), Kapelle Hl. Maria im Landespflegezentrum, Messkapelle Hl. Franz von Assisi bei den Schulschwestern, Messkapelle Hl. Magdalena am Kalvarienberg, Messkapelle Hl. Erlöser auf der Klosteralm | Pfarrkirche Mautern            |
| Sankt Michael in Obersteiermark |                    | Hl. Michael, 29. September (Anbetungstag 28. November)                                                          | Pfarrkirche St. Michael in Obersteiermark Filialkirche Hl. Walburgis | Pfarrkirche St. Michael        |
| St. Stefan ob Leoben            |                    | Hl. Stefan, 26. Dezember (Anbetungstag 15. März, Kirchweihtag erster Sonntag im September)                      | Pfarrkirche St. Stefan ob Leoben Filialkirche St. Nikolaus in Hinterlobming | Pfarrkirche St. Stefan         |
| Traboch                         |                    | Hl. Nikolaus, 6. Dezember (Anbetungstag: 12. Mai)                                                               | Pfarrkirche Traboch | Pfarrkirche Traboch            |
| Wald am Schoberpaß              | Abtei Admont (OSB) | Hl. Kunigunde, 13. Juli (Kirchweihtag zweiter Sonntag im September)                                             | Pfarrkirche Wald am Schoberpaß Messkapelle Hl. Maria im Liesinggraben (Zur Weinenden Schmerzensmutter) | Pfarrkirche Wald am Schoberpaß |

## Seelsorgeraum an der Eisenstraße
| Pfarre                | Patrozinium                                                                                             | Kirchengebäude | Bild                    |
| --------------------- | --- | --- | ----------------------- |
| Eisenerz              | Hl. Oswald, 5. August (Anbetungstag 4. Dezember, Kirchweihtag 2. Juli, Patronat Stadtgemeinde Eisenerz) | Pfarrkirche Eisenerz Klosterkirche Maria von der immerwährenden Hilfe (Filialkirche), Filialkirche Mariä Geburt (Liebfrauenkirche), Messkapelle Hl. Kreuz auf dem Friedhof, Kreuzkapelle auf dem Gradstein, Kapelle Hl. Petrus auf dem Gradstein, St. Anna am Münzboden, Kapelle Mariä Heimsuchung im Kriechbaumhof, Kapelle St. Johannes Nepomuk im Gsoll, Kapelle Mariä Unbefleckte Empfängnis im Schloss Leopoldstein, Seelsorgszentrum Münichtal | Pfarrkirche St. Oswald  |
| Hieflau               | Hl. Johannes der Täufer, 24. Juni                                                                       | Pfarrkirche Hieflau Kapelle Wandau (Hieflau) Maria unter den sieben Linden | Pfarrkirche Hieflau     |
| Radmer                | Hl. Antonius von Padua, 13. Juni (Patronat: Gutsherrschaft Hohenberg)                                   | Pfarrkirche Radmer Messkapelle Hl. Barbara im Schloss Greifenstein | Pfarrkirche Radmer      |
| St. Peter-Freienstein | Hl. Petrus, 29. Juni                                                                                    | Pfarrkirche St. Peter-Freienstein Filialkirche Maria Sieben Schmerzen auf Freienstein, Messkapelle St. Barbara im Tollinggraben, Messkapelle Hl. Maria in Edling | Pfarrkirche St. Peter   |
| Trofaiach             | Hl. Rupert, 24. September (Anbetungstag 3. September)                                                   | Pfarrkirche Trofaiach Filialkirche Zur hl. Dreifaltigkeit (Kuratbenefizium Trofaiach), St. Anna im Gößgraben, Versöhnungskapelle hll. Klemens und Hubert in Straßhof-Hafning | Pfarrkirche Trofaiach   |
| Vordernberg           | Mariä Himmelfahrt, 15. August (Kirchweihtag 15. August)                                                 | Pfarrkirche Vordernberg Messkapelle St. Anna im Bürgerspital, Messkapelle Mariazell im Schloss Rötz Kuratbenefizium Hl. Laurentius | Pfarrkirche Vordernberg |